# Nausigaster nova
Nausigaster nova är en tvåvingeart som beskrevs av Charles Howard Curran 1941. Nausigaster nova ingår i släktet Nausigaster och familjen blomflugor.
Artens utbredningsområde är Arizona. Inga underarter finns listade i Catalogue of Life.